# Benjamin Recordon

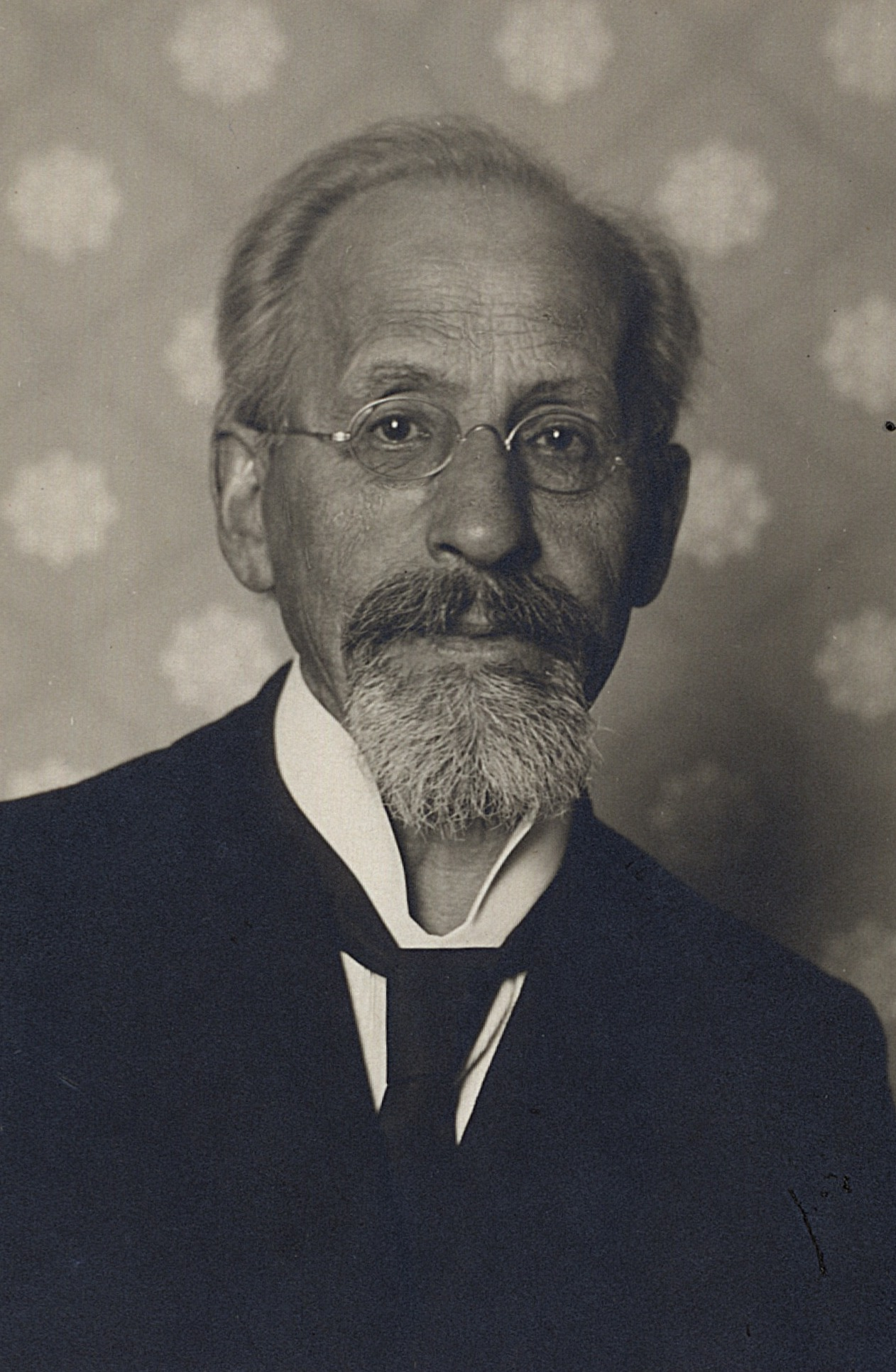
Benjamin Recordon

Benjamin Recordon (* 2. September 1845 in Vevey; † 19. Juli 1938 ebenda; heimatberechtigt in Rances und Yverdon-les-Bains, ab 1905 Ehrenbürger von Zürich) war ein Schweizer Architekt.
Benjamin Recordon wurde als Sohn des Pfarrers und Schriftstellers Charles François Gabriel Recordon (1800–1870) geboren. Er besuchte nach der Grundschule die Gewerbeschule in Basel, gleichzeitig erhielt er Zeichenunterricht bei Ludwig Adam Kelterborn. 1865 bis 1868 studierte er am Eidgenössischen Polytechnikum in Zürich Architektur. Nach dem Diplom arbeitete er unter anderem bei Léo Châtelain und bei Gottfried Semper. Er liess sich 1874 als Architekt in Vevey nieder, nachdem er den Auftrag für den Bau der Höheren Töchterschule in seiner Geburtsstadt erhielt, die im Jahre 1877 fertiggestellt war. Von 1881 bis 1886 erbaute er das damalige Bundesgericht, den Palais de Justice de Montbenon in Lausanne, welcher heute als Bezirksgericht fungiert. In dieser Zeit verlegte Recordon auch sein Büro nach Lausanne. 1881 bis 1890 war er auch ausserordentlicher Professor für Architektur und Stereotomie an der dortigen Académie de Lausanne. 1890 erhielt er den Ruf als Professor für Tiefbau an die ETH Zürich, wo er bis 1916 lehrte. Recordon baute hier unter anderem das alte Maschinenlabor der ETH (1897), sowie die Reformierte Französische Kirche in Hottingen.
Seine Tochter Suzanne Recordon (1881–1962) war als Malerin und Illustratorin tätig.

## Literatur

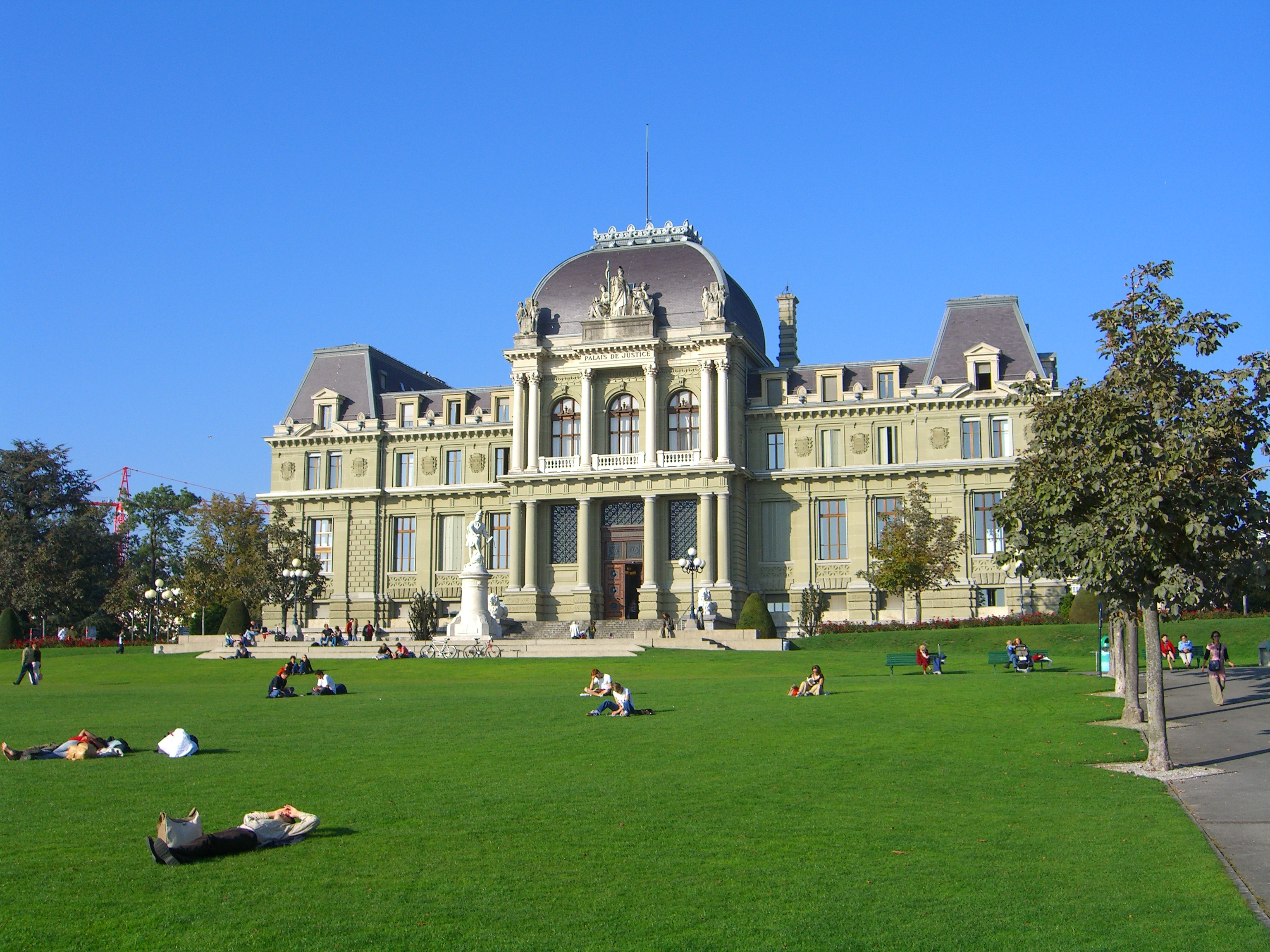
Der Palais de Justice, erbaut 1881 bis 1889